# Børneopsparing
 Denne artikel omhandler overvejende eller alene danske forhold. Hjælp gerne med at gøre artiklen mere almen.
Børneopsparing er en opsparing hvor forældre eller andre kan indsætte maksimum 6000,- kr. om året på en speciel bankkonto, dog maks 72.000 i alt. Der vælges på forhånd hvornår pengene kan hæves af barnet, og alderen skal være mellem 14-21 år.
Det er kun muligt at have én børneopsparing per barn.
En børneopsparing giver fordelagtig rente i forhold til almindelige bankkonti, da der er garanti for at pengene er der i en vis periode. Desuden er renterne skattefrie.

## Skolesparekasser
Skolesparekasser havde til formål at vænne skolens børn til at opspare penge. Den første skolesparekasse blev oprettet 1874; men først 1915 tog denne form for sparen penge fart. Skoleinspektør A. Kirkeskov i Nykøbing Falster fik med Dansk Spare Selskabs hjælp flere skoler til at indføre et bokssystem, således at ethvert barn fik sin aflåsede boks at lægge sine sparepenge i og en bog at føre regnskab over opsparingen i. Ved ugens udgang blev boksene tømt og det samlede beløb indsendt til Dansk Spare-Selskab, hvor det henstod til hvert enkelt barn blev 14 år. I løbet af 9 år blev der i alt opsparet 2 3/4 mio. kr. Fra 1924 blev forbindelsen med Dansk Spare-Selskab ophævet, og hver enkelt skole blev af fællesledelsen sat i forbindelse med en stedlig sparekasse, hvor midlerne blev anbragt. Ved denne foranstaltning blev der i første virksomhedsår blevet sammensparet 340.000 kr.

## Sparemærket
Sparemærket var et middel til at fremkalde og fremme opsparing af penge blandt børn. Oprindeligt blev der af den 1881 på savværksejer, kaptajn F.W. Petersens initiativ oprettede Dansk Sparemærkekasse, solgt 10-øres mærker, bestemte til indklæbning i et hæfte, som — når det indeholdt for 5 eller 10 kr. mærker — kunne afleveres i en sparekasse, hvor beløbet blev godskrevet sparerens konto. Senere — 1886 — oprettedes en afdeling for børn, der først kunne hæve de opsparede beløb ved deres 14. år. Til denne børneafdeling anvendtes 2-øres mærker, fra 1919 kun 5-øres mærker. Mærkerne kunne fås i skolerne og i mange forskellige forretninger overalt i landet. Dansk Sparemærkekasse befattede sig senere udelukkende med sparemærker for Børn. I de svundne år har børn ved hjælp af sparemærker opsparet 7 mio. kr. (opfgjort ca. 1930).